# Ctenomys pearsoni
Ctenomys pearsoni là một loài động vật có vú trong họ Ctenomyidae, bộ Gặm nhấm. Loài này được Lessa & Langguth mô tả năm 1983.